# Маной Кумар
Маной Кумар (англ. Manoj Kumar; нар. 8 березня 1985) — індійський борець греко-римського стилю, бронзовий призер чемпіонату Азії, дворазовий чемпіон Співдружності, срібний призер Ігор Співдружності.

## Життєпис
Боротьбою почав займатися з 2002 року.
Виступав за борцівський клуб з Делі. Тренер — Нарендер.

## Спортивні результати на міжнародних змаганнях

### Виступи на Чемпіонатах світу
| Змагання                        | Збірна | Вагова категорія                 | Місце |
| ------------------------------- | ------ | -------------------------------- | ----- |
| Чемпіонат світу з боротьби 2007 | Індія  | греко-римська боротьба, до 84 кг | 25    |
| Чемпіонат світу з боротьби 2011 | Індія  | греко-римська боротьба, до 84 кг | 32    |
| Чемпіонат світу з боротьби 2014 | Індія  | греко-римська боротьба, до 85 кг | 32    |
| Чемпіонат світу з боротьби 2015 | Індія  | греко-римська боротьба, до 85 кг | 32    |

### Виступи на Чемпіонатах Азії
| Змагання                       | Збірна | Вагова категорія                 | Місце  |
| ------------------------------ | ------ | -------------------------------- | ------ |
| Чемпіонат Азії з боротьби 2007 | Індія  | греко-римська боротьба, до 84 кг | 10     |
| Чемпіонат Азії з боротьби 2009 | Індія  | греко-римська боротьба, до 84 кг | 7      |
| Чемпіонат Азії з боротьби 2010 | Індія  | греко-римська боротьба, до 84 кг | 5      |
| Чемпіонат Азії з боротьби 2012 | Індія  | греко-римська боротьба, до 84 кг | 5      |
| Чемпіонат Азії з боротьби 2014 | Індія  | греко-римська боротьба, до 85 кг | Бронза |

### Виступи на Азійських іграх
| Змагання           | Збірна | Вагова категорія                 | Місце |
| ------------------ | ------ | -------------------------------- | ----- |
| Азійські ігри 2006 | Індія  | греко-римська боротьба, до 84 кг | 13    |
| Азійські ігри 2010 | Індія  | греко-римська боротьба, до 84 кг | 5     |
| Азійські ігри 2014 | Індія  | греко-римська боротьба, до 85 кг | 9     |

### Виступи на Чемпіонатах Співдружності
| Змагання                                | Збірна | Вагова категорія                 | Місце  |
| --------------------------------------- | ------ | -------------------------------- | ------ |
| Чемпіонат Співдружності з боротьби 2007 | Індія  | греко-римська боротьба, до 84 кг | Золото |
| Чемпіонат Співдружності з боротьби 2011 | Індія  | греко-римська боротьба, до 84 кг | Золото |

### Виступи на Іграх Співдружності
| Змагання                | Збірна | Вагова категорія                 | Місце  |
| ----------------------- | ------ | -------------------------------- | ------ |
| Ігри Співдружності 2010 | Індія  | греко-римська боротьба, до 84 кг | Срібло |

### Виступи на інших змаганнях
| Змагання                                                         | Збірна | Вагова категорія                 | Місце |
| ---------------------------------------------------------------- | ------ | -------------------------------- | ----- |
| Олімпійський кваліфікаційний турнір з боротьби 2008 (Роме-Остія) | Індія  | греко-римська боротьба, до 84 кг | 32    |
| Олімпійський кваліфікаційний турнір з боротьби 2008 (Новий Сад)  | Індія  | греко-римська боротьба, до 84 кг | 12    |
| Олімпійський кваліфікаційний турнір з боротьби 2012 (Астана)     | Індія  | греко-римська боротьба, до 84 кг | 10    |
| Олімпійський кваліфікаційний турнір з боротьби 2012 (Тайюань)    | Індія  | греко-римська боротьба, до 84 кг |       |
| Олімпійський кваліфікаційний турнір з боротьби 2012 (Гельсінкі)  | Індія  | греко-римська боротьба, до 84 кг | 26    |
| Кубок Президента Казахстану з боротьби 2015                      | Індія  | греко-римська боротьба, до 85 кг | 8     |

### Виступи на змаганнях молодших вікових груп
| Змагання                                     | Збірна | Вагова категорія                 | Місце |
| -------------------------------------------- | ------ | -------------------------------- | ----- |
| Чемпіонат Азії з боротьби серед кадетів 2003 | Індія  | греко-римська боротьба, до 76 кг | 4     |